# Двуручные мечи

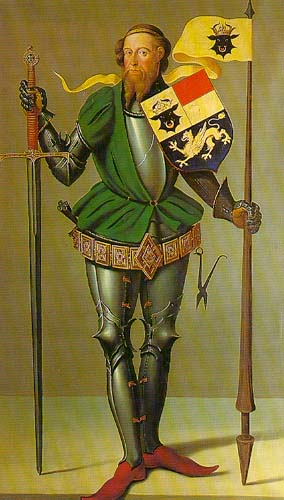
Альбрехт II Мекленбург-Шверинский, с длинным мечом.

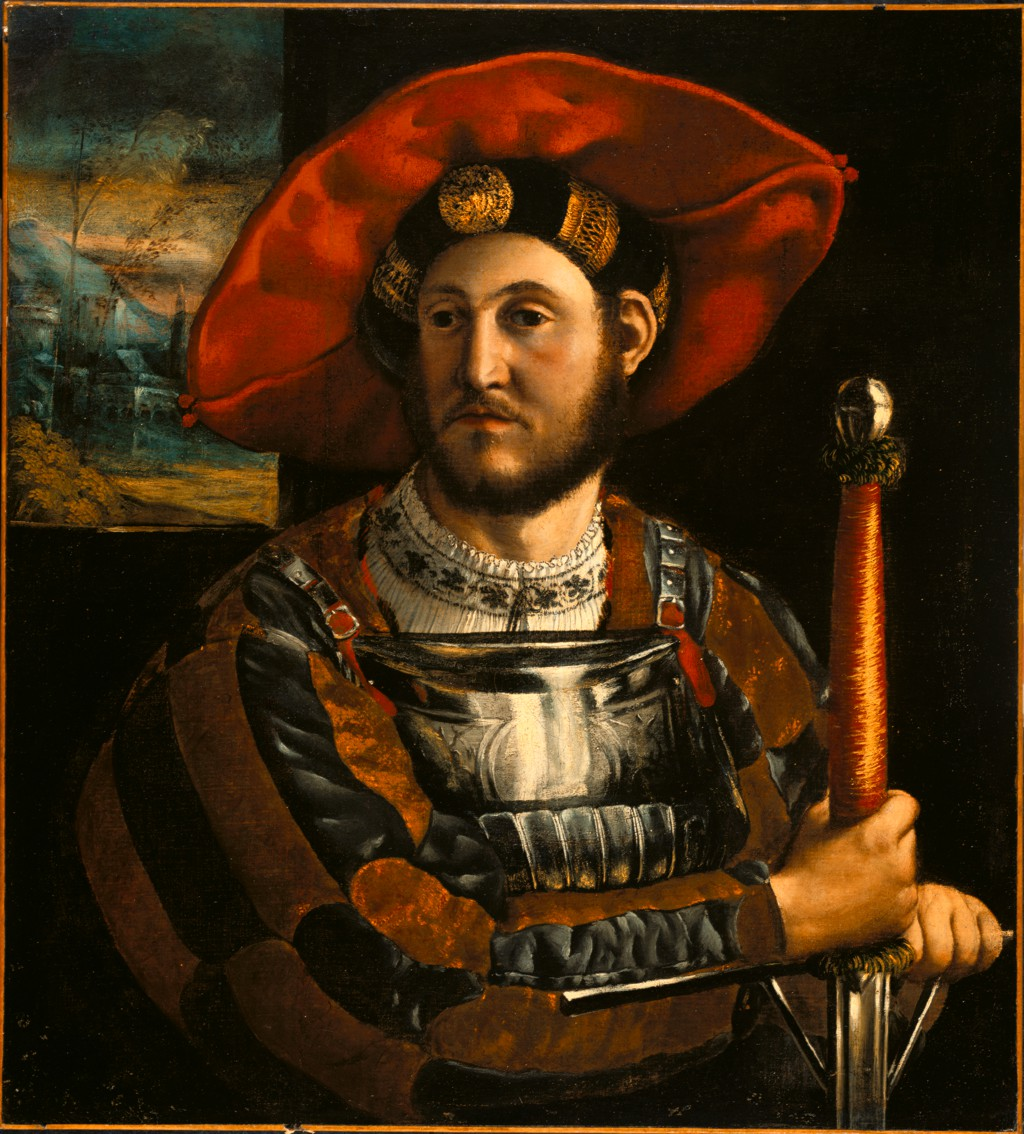
Доссо Досси. «Кондотьер» (1520)

Двуручный меч, двуручник — современное обозначение различных европейских средневековых мечей, которые удерживали двумя руками, во время боя или определённых церемоний (церемониальное оружие), при этом их масса и баланс не допускали долговременного одноручного хвата. 

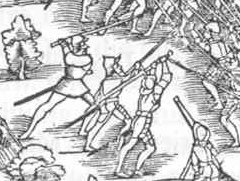
Использование двуручников против пикинёров в битве при Каппеле (1531). Фрагмент рисунка 1548 года

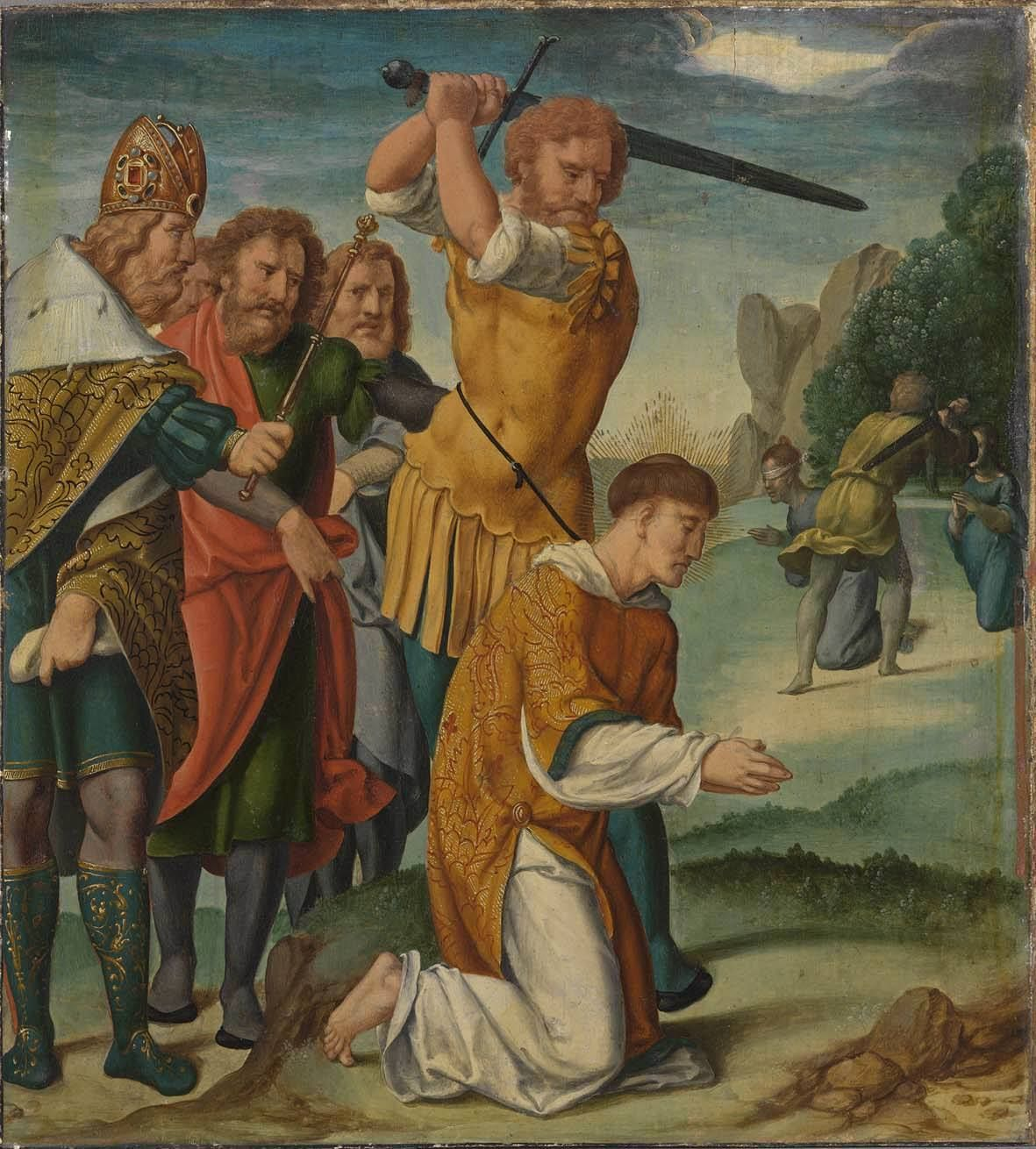
Бартоломеус Брейн. «Казнь Св. Кириака» (1532)

По-немецки назывались — Zweihander, Zweihänder. Появление способа рубки двумя руками, в ближнем рукопашном бою, в Западной Европе относят к XII веку (в другом источнике указано XIV столетие), в это же время она появляется на Руси, что подтверждается рисунками Радзивилловской летописи. Название введено историками-оружиеведами XIX века, в средневековых манускриптах такие мечи называли «длинными» (англ. Longsword, нем. Langschwert, и тому подобное). Длинные мечи составляют редкость, и их носили только начальники, и особый род пехоты в вооружённых силах отдельных государств мира, например во Франции «игроки с двуручниками» («joueurs d'épée à deux mains»).

## История
Первые попытки использования мечей с захватом в «полторы руки» относятся к домонгольской эпохе. Во второй половине XII — начале XIII века происходит усиление доспеха и ответное утяжеление рубящего оружия. Появляются мечи массой около двух килограммов и длиной до 120 сантиметров, с прямолинейной крестовиной, для удобства захвата имевшие перекрестье длиной до 18—20 сантиметров. Так постепенно возникли двуручные мечи, позволявшие наносить мощные удары. Широкое их распространение относится к XIV веку. Французский хронист Жан Фруассар сообщает под 1358 годом о воине-монахе Робесаре, сражавшемся двуручным мечом. Основным назначением этих мечей оставался рубящий удар. В другом источнике указано что обычай рубить мечом, держа его двумя руками, был давно известен германцам, которые, вероятно, так действовали своими лангсаксами и скрамасаксами. Длинный меч имел до 1,5 метра длины (клинок 1 м 20 см, рукоять 30 см (обыкновенно обтягивалась кожей)). Клинок — ромбического сечения, с двумя лезвиями и несколько закругленным остриём.
Длинный меч пристегивался с левой стороны к седлу всадника, но употреблялся им обыкновенно лишь для пешего боя. Двуручники находились на вооружении пехоты немецких государств (в особенности швейцарцев). По своей громадной длине и тяжести двуручные мечи могли употребляться лишь небольшим числом военнослужащих атлетического сложения, и данные воины всегда размещались в голове отряда наёмников. При ходьбе двуручники носились солдатами-пехотинцами на широком ремне на спине, подобно тому, как музыканты носят на ходу виолончель. Двуручные мечи употреблялись, в вооружённых силах, как боевое оружие, почти до конца XVII столетия.

Двуручные мечи употреблялись только небольшим числом очень опытных воинов, рост и сила которых должны превышать средний уровень и которые не имели другого назначения, как быть «Jouer d’epee a deus mains». Эти воины, находясь во главе отряда, ломают древки пик и прокладывают дорогу, опрокидывая передовые ряды неприятельского войска, вслед за ними по расчищенной дороге идут другие пешие воины. Кроме того, Jouer d’epee сопровождали в стычке знатных лиц, главнокомандующих, начальников; они прокладывали им дорогу, а в случае падения последних, охраняли их страшными размахами шпаги, пока те не подымались при помощи пажей.— П. П. Винклер «Оружие»

## Типология
Европейские двуручные мечи были увеличенными версиями мечей типов XII и XIIIa по типологии Оукшотта. На Руси в XII—XIII веках представлены все типы западно- и центральноевропейских клинков, при этом Анатолий Кирпичников отмечает, что двуручные клинки «снабжены деталями новых для своего времени романских мечей (типы VI, VII, отчасти V)» по классификации, предложенной Кирпичниковым для восточноевропейских мечей XI—XIII веков)..
Начиная с XV века в Западной Европе двуручные, или просто большие мечи использовали при казнях, и лишь в следующем столетии для палачей стали изготовлять специальное оружие, отличавшееся от боевого закруглённым острием клинка. Старейший образец такого меча датируется примерно 1540 годом.
К двуручным мечам относятся:
- Цвайхендер, он же Эспадон;
- Фламберг;
- Клеймор.

## Руководство
Руководство владения двуручным мечом (описание) содержится, в частности, в рукописном фехтовальном трактате чиновника и хрониста из Аугсбурга Пауля Гектора Майра (1542 — 1544 года), проиллюстрированном художником Йёргом Броем младшим.